# Калужское муниципальное образование (Саратовская область)
Калужское муниципальное образование — сельское поселение в Фёдоровском районе Саратовской области Российской Федерации.
Административный центр — село Тамбовка.

## История
В 1785 году генерал-губернатор П. С. Потёмкин получил императорский указ раздать желающим дворянам губернские казенные пустопорожние земли с целью их заселения и организации на их территории домоводства и хлебопашества. Крестьяне, покинувшие Калужскую губернию в поисках лучшей жизни основали на этих землях село Калуга.
Статус и границы сельского поселения установлены Законом Саратовской области от 27 декабря 2004 года N 107-ЗСО «О муниципальных образованиях, входящих в состав Фёдоровского района».
Законом Саратовской области от 22 апреля 2016 года № 45-ЗСО, были преобразованы, путём их объединения, Калужское и Романовское муниципальные образования — в Калужское муниципальное образование, наделённое статусом сельского поселения, с переносом административного центра из села Калуга в село Тамбовка.

## Население
| \| 2010[5] \| 2011[6] \| 2012[7] \| 2013[8] \| 2014[9] \| 2015[10] \| 2016[11] \| \| -------- \| -------- \| -------- \| -------- \| ------- \| -------- \| -------- \| \| 1169 \| ↘1165 \| ↘1148 \| ↘1124 \| ↘1086 \| ↘1073 \| ↘1059 \| \| 2017[12] \| 2018[13] \| 2019[14] \| 2020[15] \| 2021[2] \| \| \| \| ↗1874 \| ↘1867 \| ↘1844 \| ↘1807 \| ↘1578 \| \| \| 500 1000 1500 2000 2011 2016 2021 |       |       |       |       |       |       |
| 2010 | 2011  | 2012  | 2013  | 2014  | 2015  | 2016  |
| 1169 | ↘1165 | ↘1148 | ↘1124 | ↘1086 | ↘1073 | ↘1059 |
| 2017 | 2018  | 2019  | 2020  | 2021  |       |       |
| ↗1874 | ↘1867 | ↘1844 | ↘1807 | ↘1578 |       |       |

## Состав сельского поселения
| № | Населённый пункт | Тип населённого пункта       | Население |
| - | ---------------- | ---------------------------- | --------- |
| 1 | Калуга           | село                         | ↗559      |
| 2 | Пензенка         | село                         | ↘143      |
| 3 | Романовка        | село                         | ↗863      |
| 4 | Тамбовка         | село, административный центр | ↘467      |